# Madžari (film)
Madžari (madžarsko Magyarok) je madžarski dramski film iz leta 1978, ki ga je režiral Zoltán Fábri in zanj napisal tudi scenarij. Temelji na istoimenskem romanu Józsefa Balázsa iz leta 1975. V glavnih vlogah nastopajo Gábor Koncz, Éva Pap, József Bihari in Sándor Szabó. Zgodba prikazuje madžarske migrantske delavce v Nemčiji v času druge svetovne vojne, ki se z vojno soočijo šele po vrnitvi domov.
Film je bil premierno prikazan 8. februarja 1978 v madžarskih kinematografih. Kot madžarski kandidat je bil nominiran za oskarja za najboljši mednarodni celovečerni film na 51. podelitvi. Osvojil je nagrado turške zveze filmskih kritikov SIYAD za najboljši tujejezični film.

## Vloge
- Gábor Koncz kot Fábián András
- Éva Pap kot Ilona Fábiánné
- József Bihari kot zadnji Madžar v sanjskem prizoru
- Sándor Szabó kot nemški kmet
- Zoltán Gera kot Brainer
- Tibor Molnár kot Gáspár Dániel
- István O. Szabó kot Kondor Ábris
- Noémi Apor kot Zsófi Szabóné
- Bertalan Solti kot Szabó János
- Anna Muszte kot Rozika Kisné
- András Ambrus kot Kis Dani